# Serbes de Croatie
Les Serbes de Croatie (en serbe cyrillique : Срби у Хрватској; en serbe latin : Srbi u Hrvatskoj) sont une minorité nationale historique de Croatie qui se rattache au peuple serbe. Le plus éminent des Serbes de Croatie est Nikola Tesla, un inventeur, ingénieur et scientifique, et l'un des inventeurs les plus prolifiques.

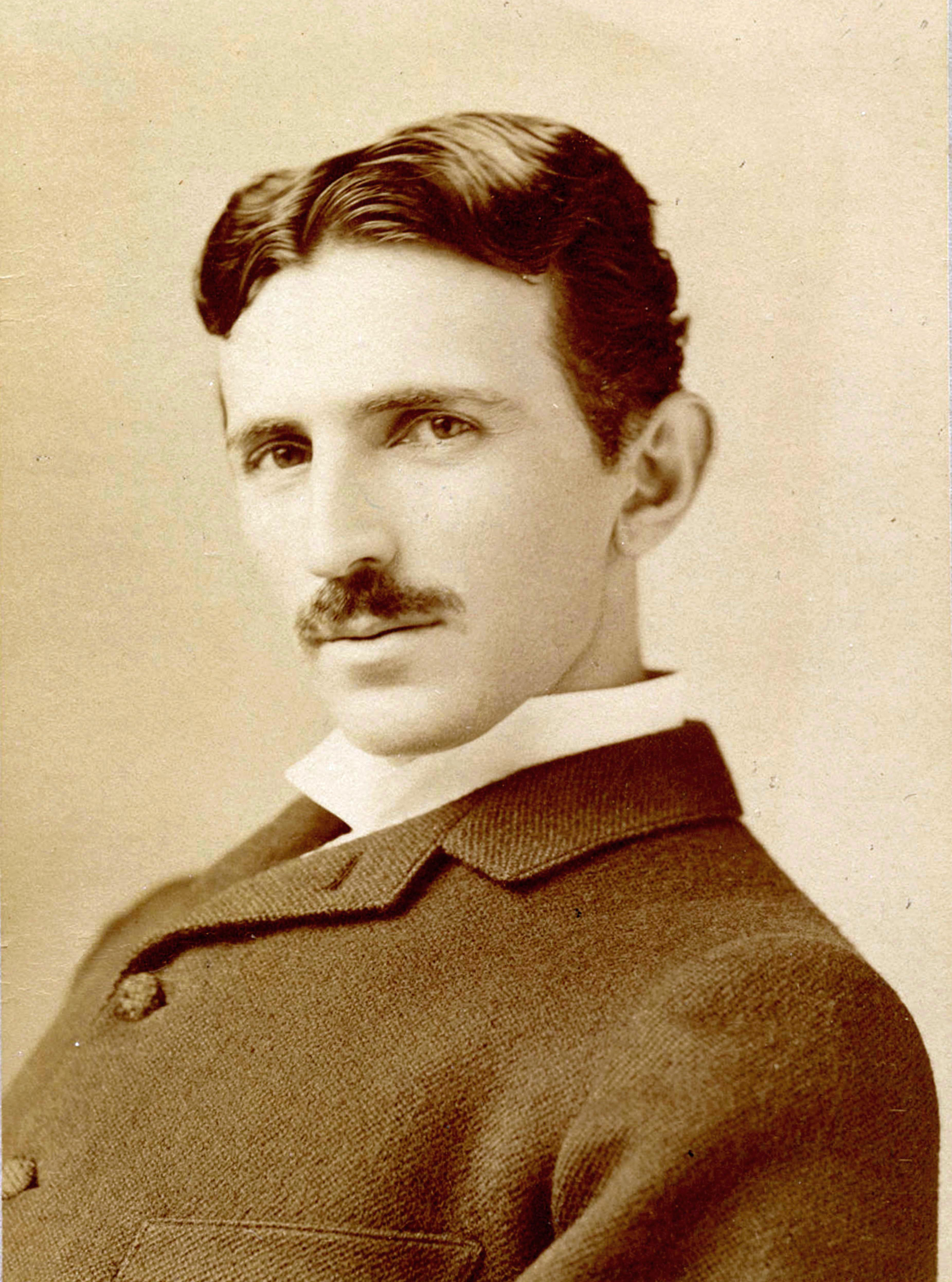
Nikola Tesla en 1890 (à 34 ans)

L'institution culturelle, éducative et scientifique centrale des Serbes en Croatie est la Société culturelle serbe "Prosvjeta" (SKD "Prosvjeta"), dont l'objectif est de préserver et de développer l'identité nationale,.
Les principaux partis politiques qui représentent les intérêts des Serbes en Croatie sont le Parti démocratique indépendant serbe et l'Alliance démocratique des Serbes.

## Démographie

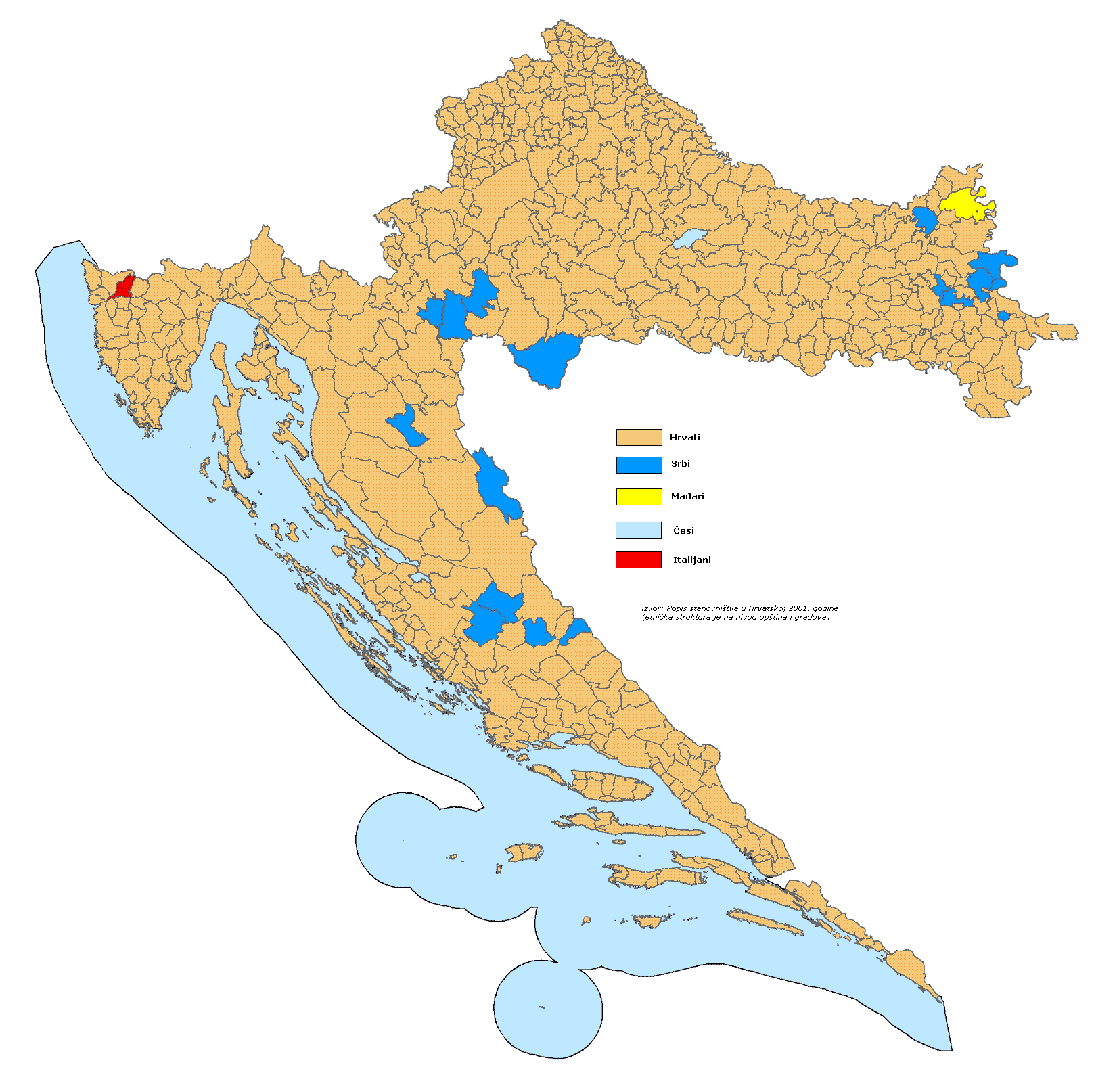
Serbes en Croatie - 2001 (municipalités avec majorité de serbes en bleu)

Selon le recensement de 1991, les Serbes représentaient 12,16 % (581,663) de la population totale de la Croatie.
Selon le recensement de 2011, les Serbes représentaient 4,36 % (186,633) de la population totale de la Croatie.

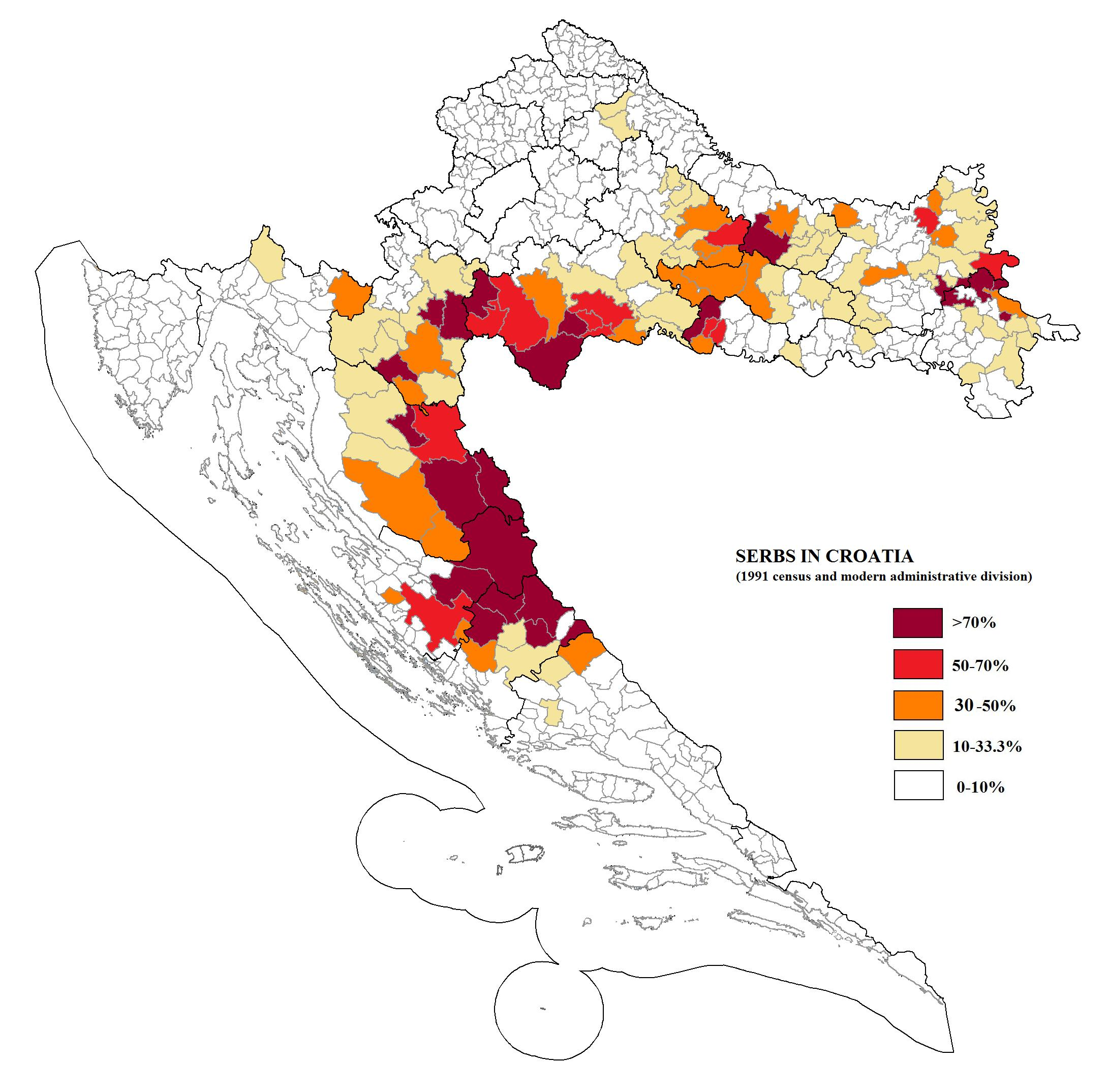
Serbes en Croatie - 1991

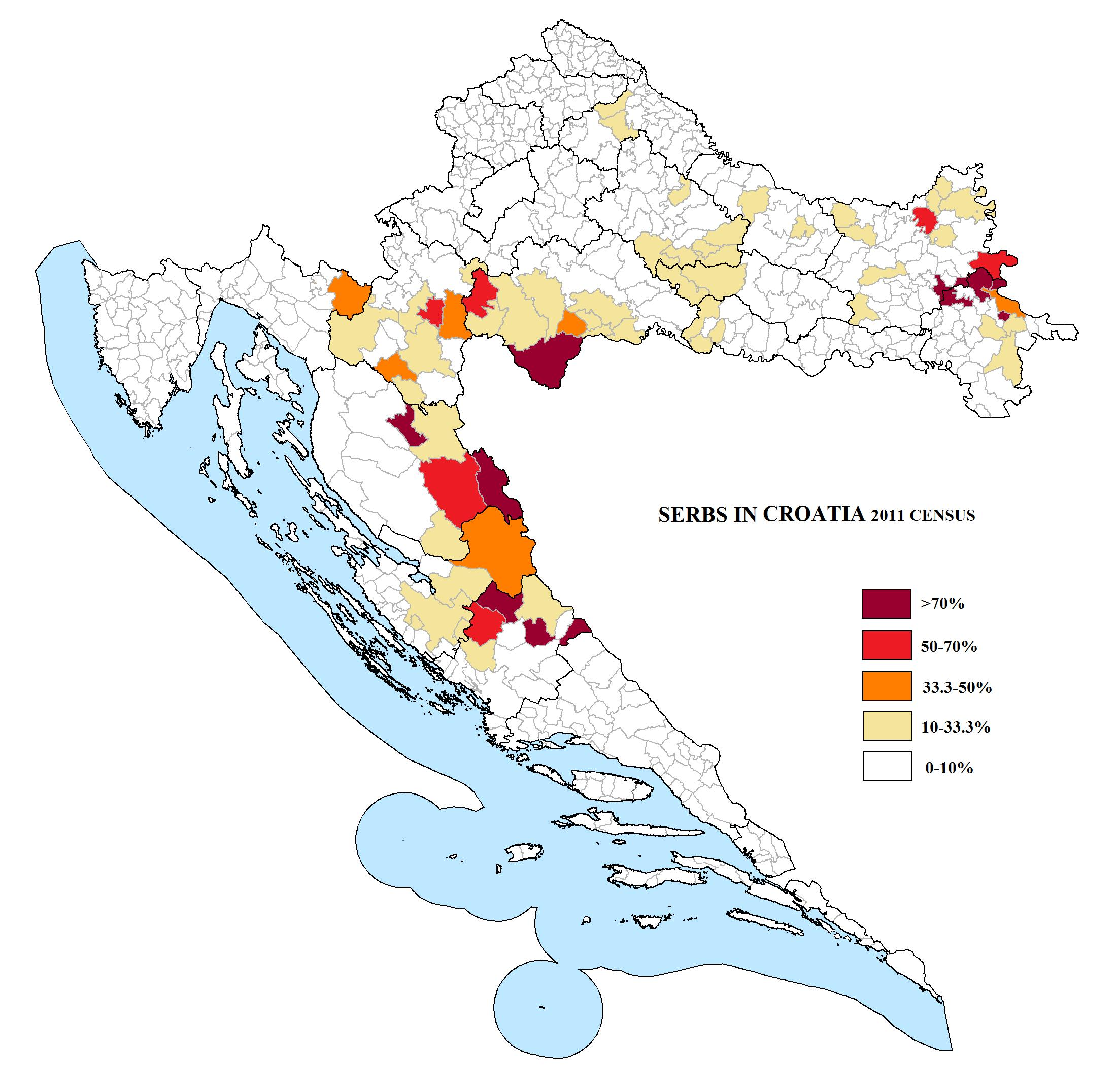
Serbes en Croatie - 2011

Comitat avec une présence serbe significative (10 % ou plus) selon le recensement de 2011:
| Comitat                    | Population totale | Nº des Serbes | % des Serbes | % total des minorités |
| -------------------------- | ----------------- | ------------- | ------------ | --------------------- |
| Comitat de Vukovar-Sirmium | 179 521           | 27 824        | 15,50 %      | 20,83 %               |
| Comitat de Lika-Senj       | 50 927            | 6 949         | 13,65 %      | 15,85 %               |
| Comitat de Sisak-Moslavina | 172 439           | 21 002        | 12,18 %      | 17,61 %               |
| Comitat de Šibenik-Knin    | 109 375           | 11 518        | 10,53 %      | 12,61 %               |
| Comitat de Karlovac        | 128 899           | 13 408        | 10,40 %      | 13,89 %               |

## Serbes de Croatie célèbres

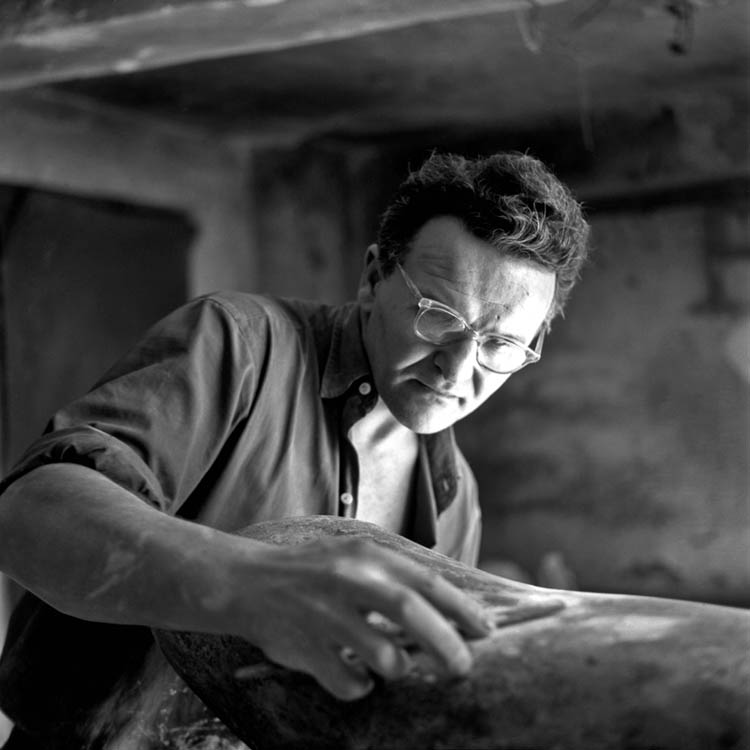
Vojin Bakić, un sculpteur

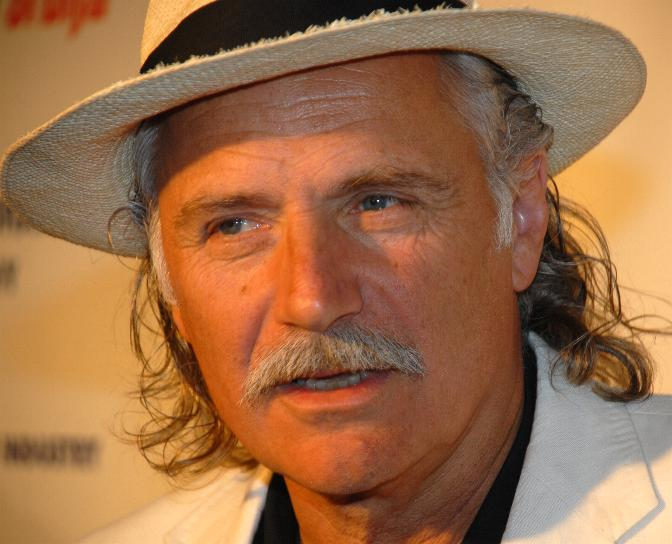
Rade Šerbedžija, un acteur et producteur

Le plus éminent des Serbes de Croatie est Nikola Tesla, un inventeur, ingénieur et scientifique, et l'un des inventeurs les plus prolifiques. D'autres scientifiques de premier plan comprennent Milutin Milanković, un ingénieur, astronome, géophysicien et un climatologue, et les mathématiciens Jovan Karamata, Đuro Kurepa et Svetozar Kurepa.
Dans les domaines de la langue et des arts, les personnes importantes comprennent Sava Mrkalj, un linguiste, philologue et le premier réformateur de l'alphabet cyrillique Slave du Sud / serbe; Petar Preradović, un poète et écrivain (grand-père de Paula von Preradović); Vojin Bakić, un sculpteur et authore de memorials, Josip Runjanin, qui composé la mélodie de l'hymne national croate Lijepa naša domovino;
Simeon Roksandić, un sculpteur et Rade Šerbedžija, un acteur, producteur et compositeur.
Parmi les chefs militaires les plus éminents parmi les Serbes de Croatie figurent Svetozar von Borojević, Gavrilo von Rodić, Stephan von Ljubičić, et Stevan Šupljikac.
Autres personnalités éminentes: le Patriarche Pavle et le Patriarche Josif Rajačić, Gojko Nikoliš, médecin et historien, participant à la guerre civile espagnole et à la lutte pour la libération nationale, membre de l'Académie serbe des sciences et des arts et héros national yougoslave, Pavle Jakšić, physicien, étudiant à l'École supérieure d'optique, Partisan Général, chef d'état-major de la 4e armée yougoslave et héros du peuple de Yougoslavie, Drago Roksandić, un historien, Svetozar Livada, un sociologue et Anja Šimpraga, une femme politique.

## Galerie

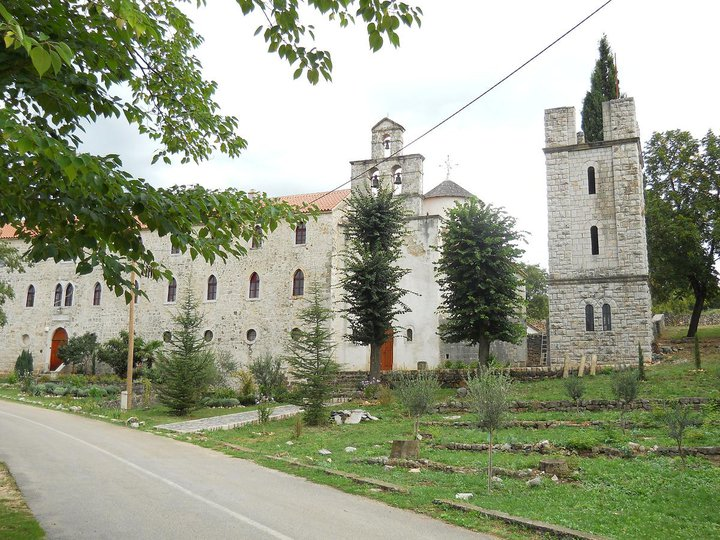
Monastère de Krupa
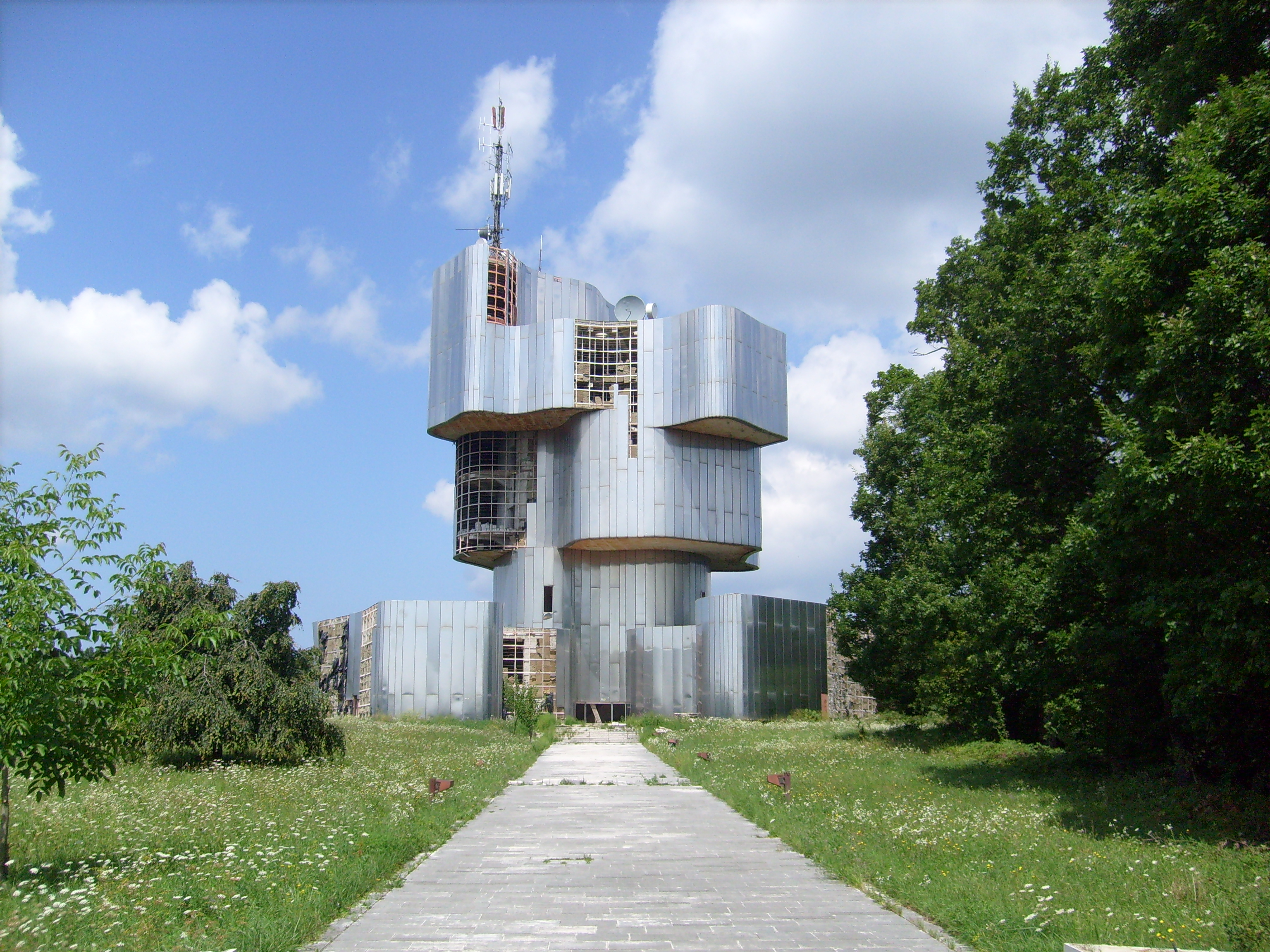
Monument au soulèvement du peuple de Kordun et Banija
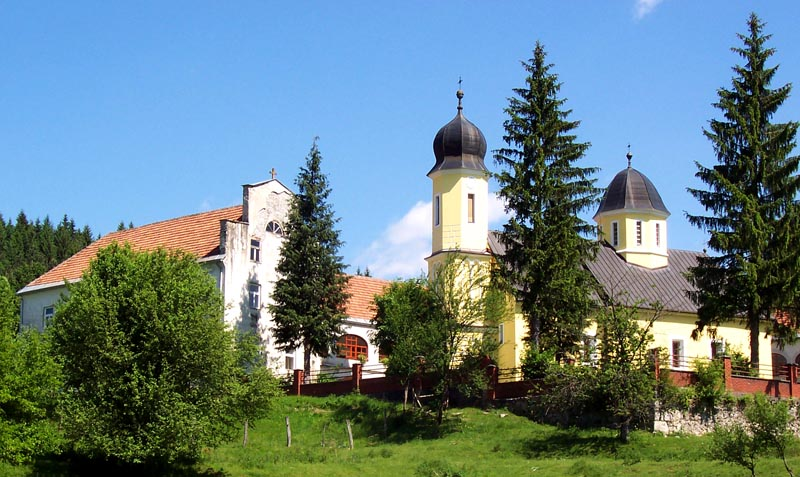
Monastère de Gomirje
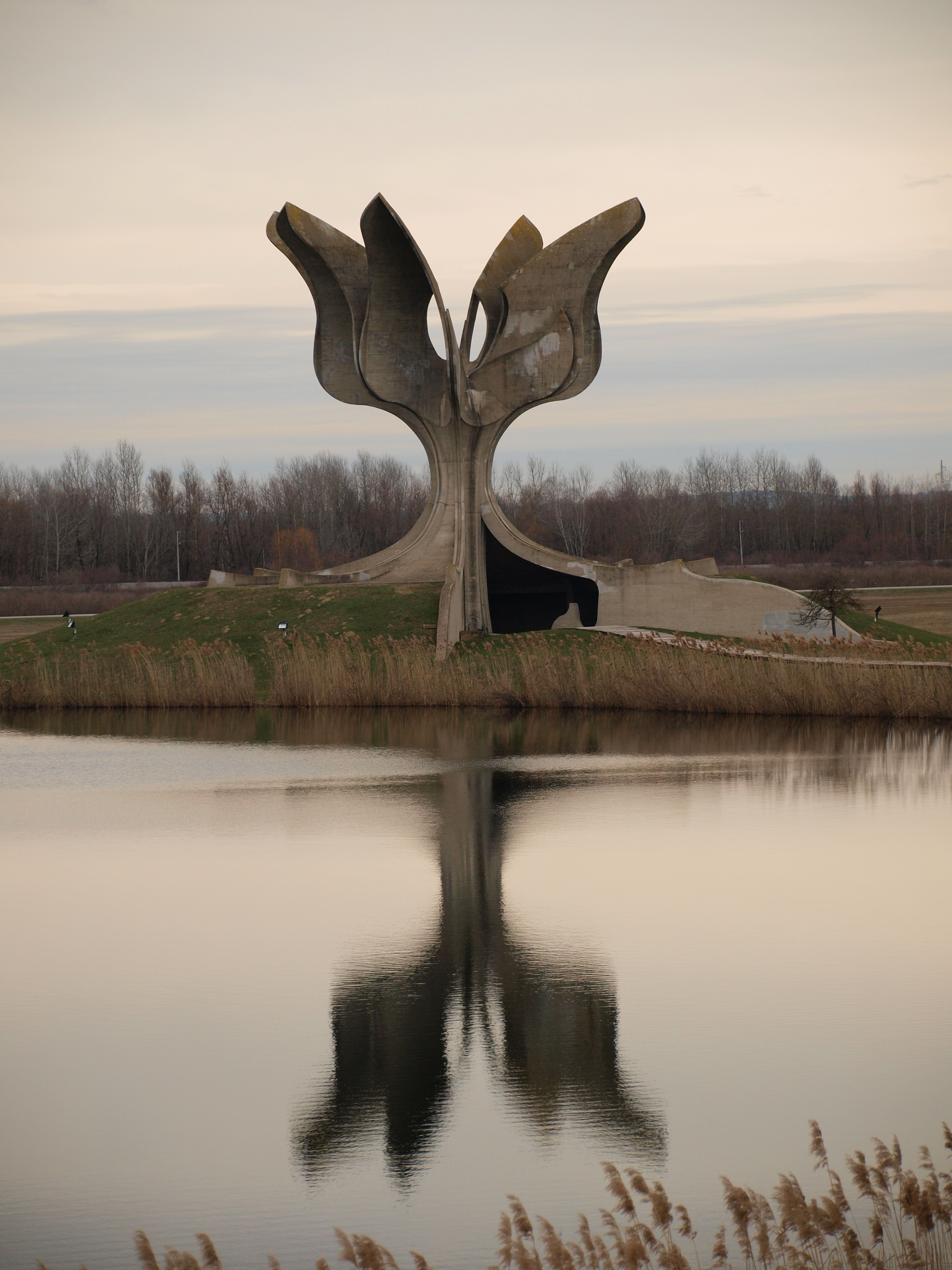
Fleur de pierre, Jasenovac
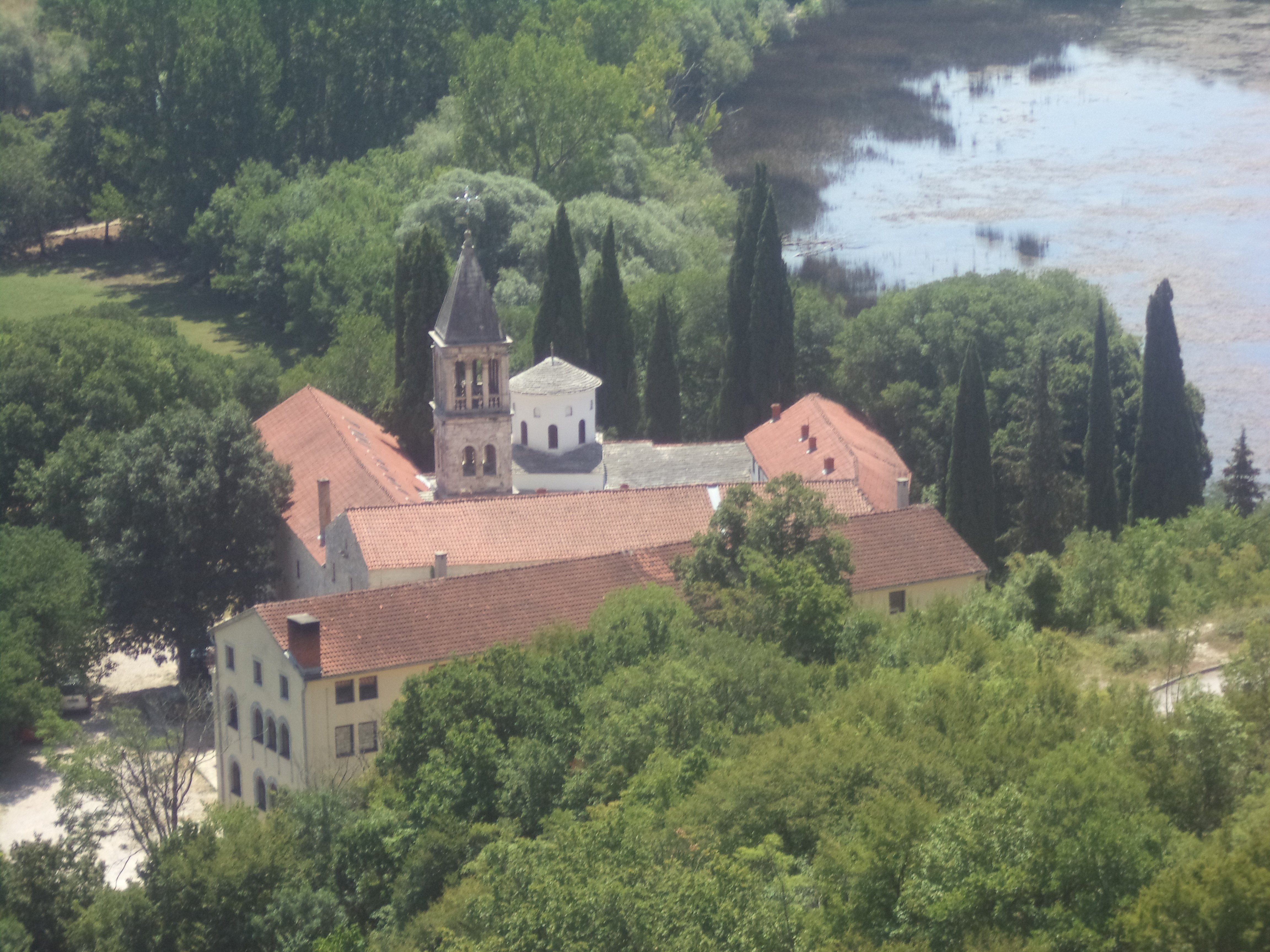
Monastère de Krka
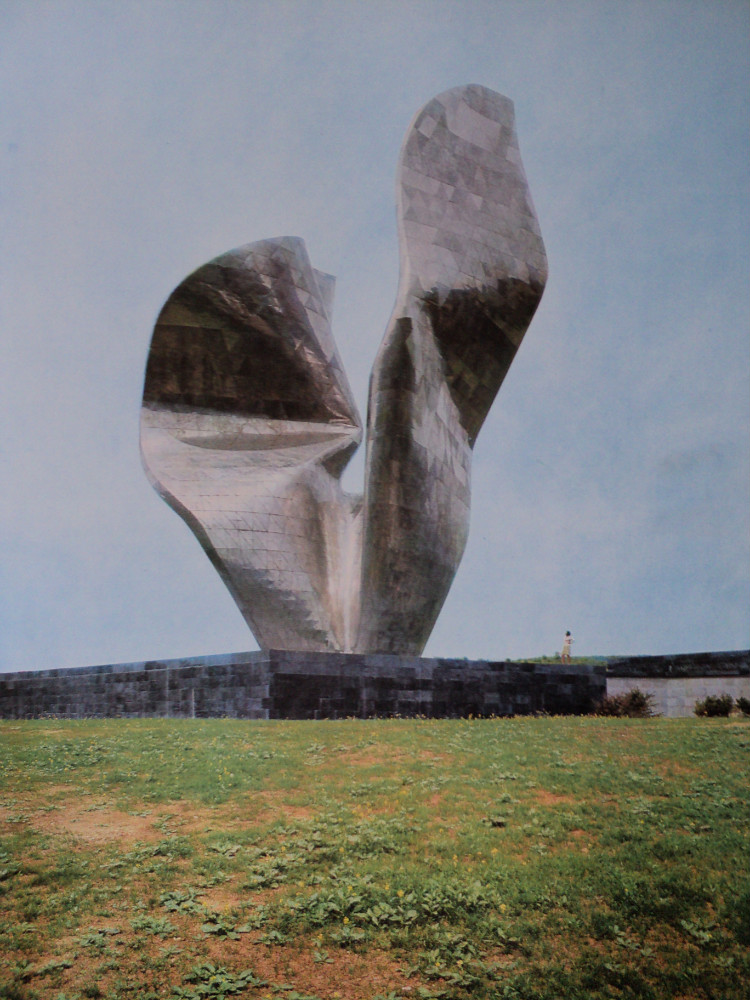
Monument à la victoire du peuple de Slavonie, Kamenska
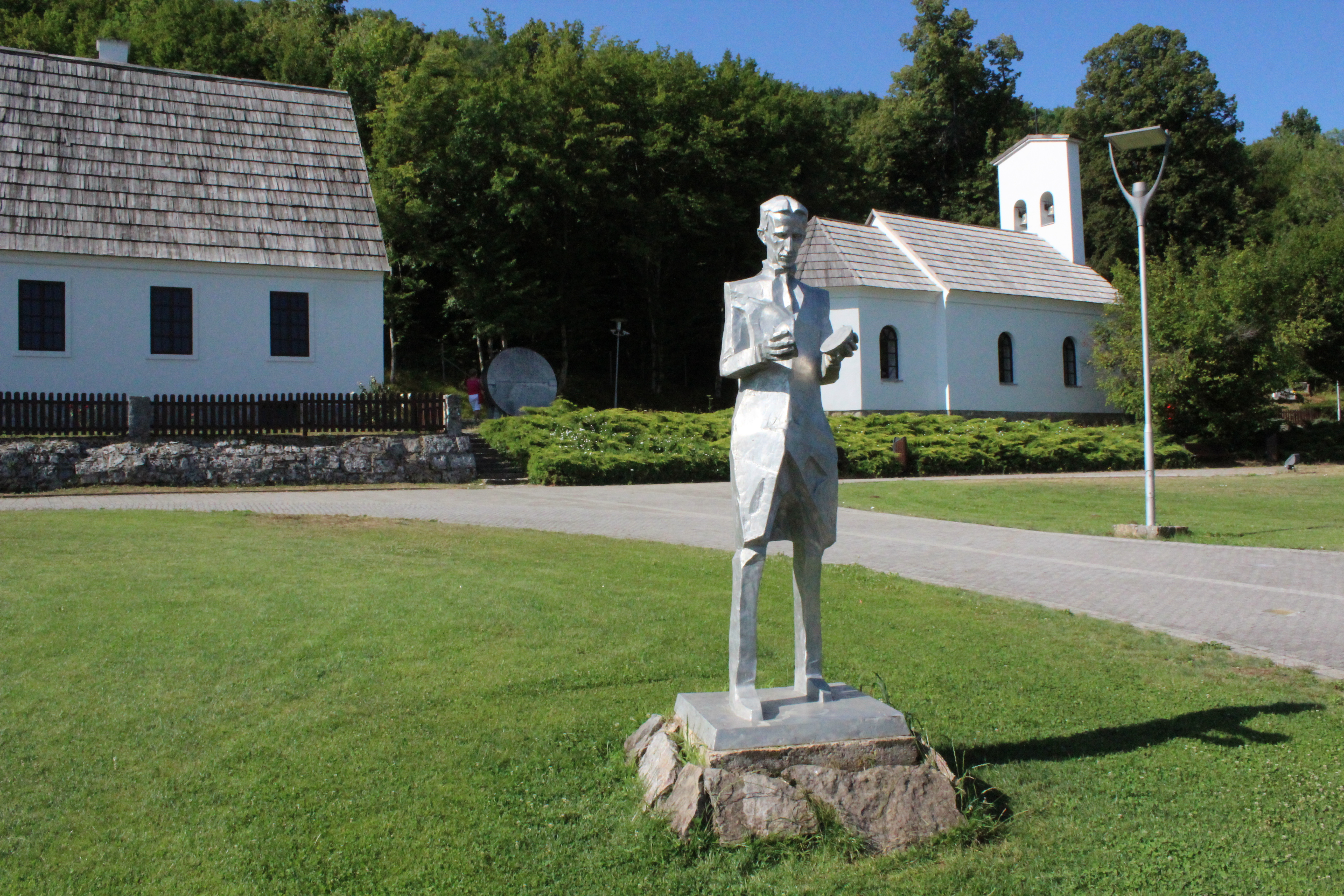
Statue de Nikola Tesla dans le village de Smiljan.
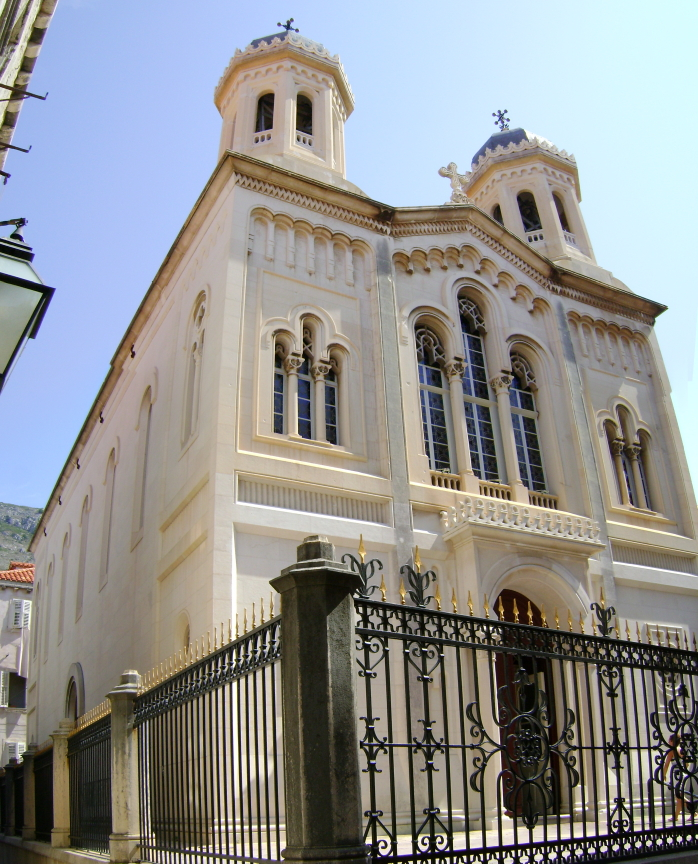
Église de la Sainte Annonciation, Dubrovnik
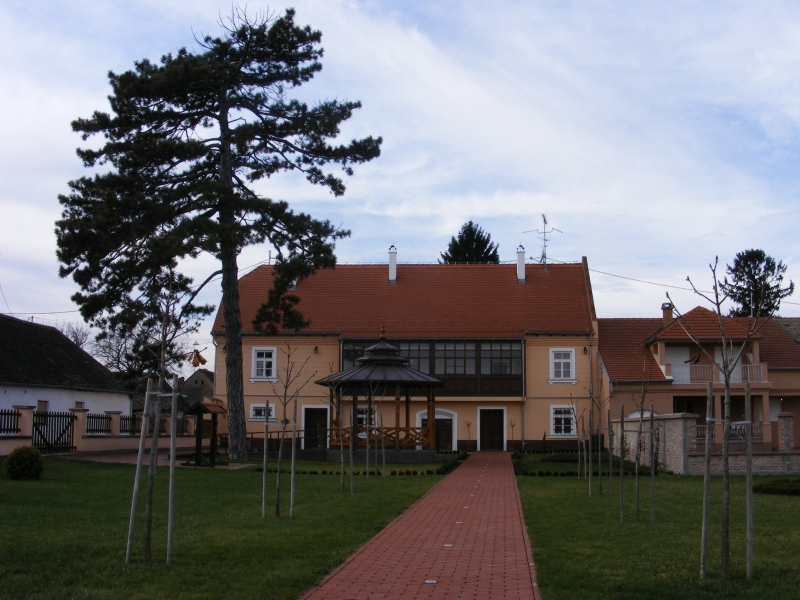
Maison familiale de Milutin Milanković, Dalj